# Brontispa castaneipennis
Brontispa castaneipennis es un coleóptero de la familia Chrysomelidae.
Fue descrita científicamente por primera vez en 1937 por Chûjô.